# Irgoli
Irgoli (sardisk: Irgòli) er en by og en kommune (comune) i provinsen Nuoro i regionen Sardinien i Italien. Byen ligger i 26 meters højde og har 2.309 indbyggere (2016). Kommunen har et areal på 75,30 km² og grænser til kommunerne Galtellì, Loculi, Lula, Onifai og Siniscola.